# Große Berliner Kunstausstellung

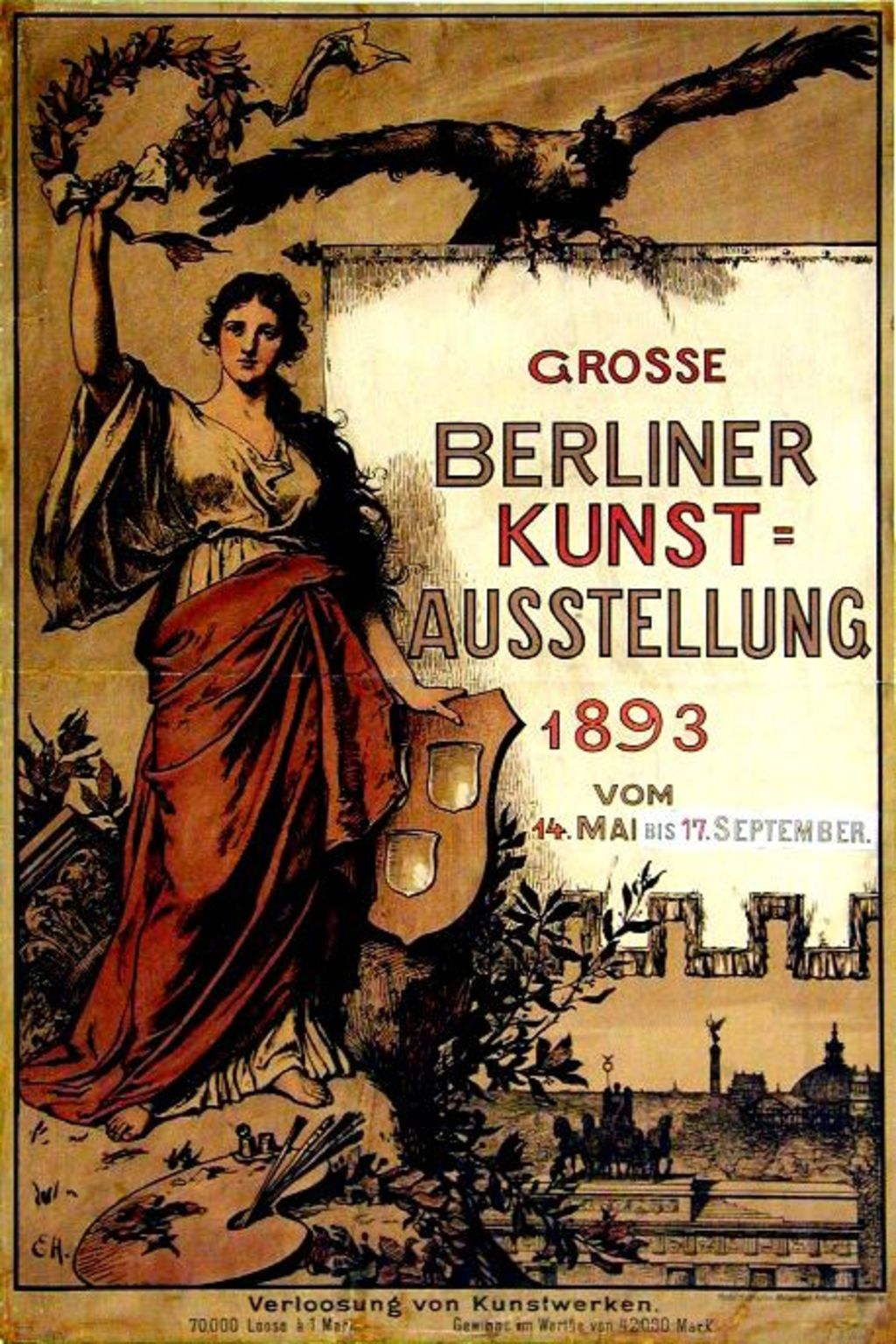
Werbeplakat Grosse Berliner Kunstausstellung 1893 von Ernst Hildebrand, Deutsches Historisches Museum

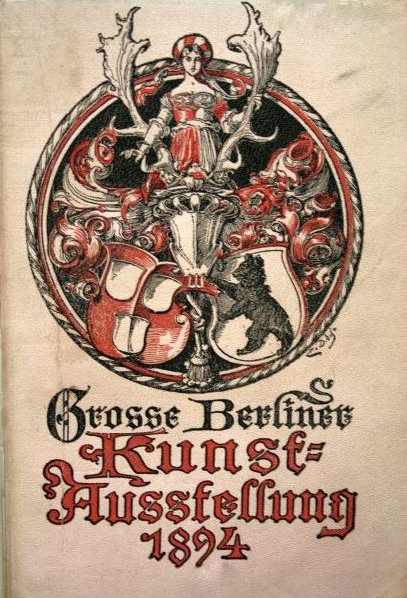
Grosse Berliner Kunstausstellung 1894, Titelseite vom Ausstellungskatalog

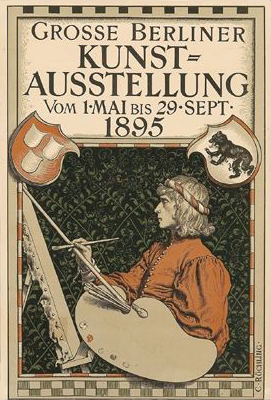
Werbeplakat Grosse Berliner Kunstausstellung 1895 von Carl Röchling

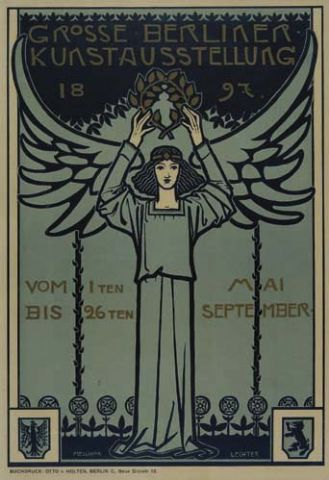
Werbeplakat Grosse Berliner Kunstausstellung 1897 von Melchior Lechter, Symbolismus

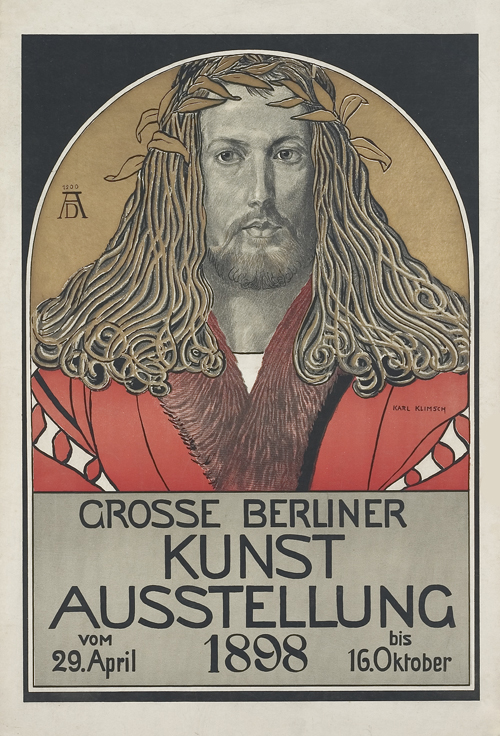
Werbeplakat Grosse Berliner Kunstausstellung 1898 von Karl Ferdinand Klimsch, nach einem Selbstporträt von Albrecht Dürer

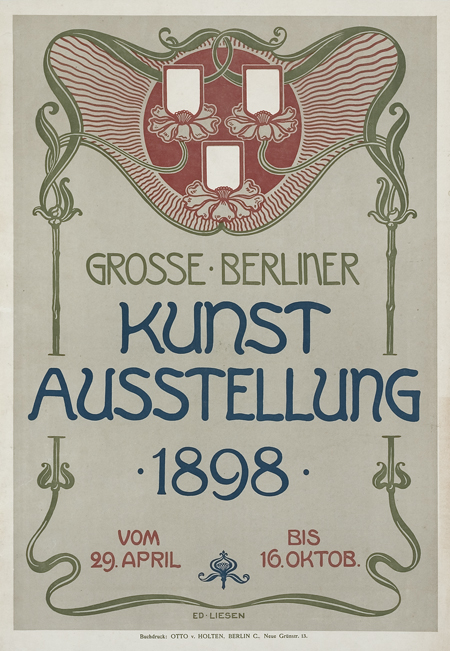
Werbeplakat Grosse Berliner Kunstausstellung 1898 von Eduard Liesen, Jugendstil

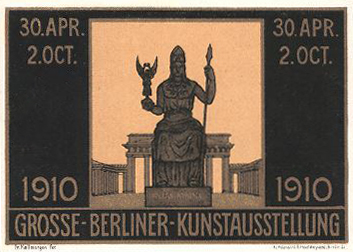
Werbepostkarte Grosse Berliner Kunstausstellung 1910, von Friedrich Kallmorgen

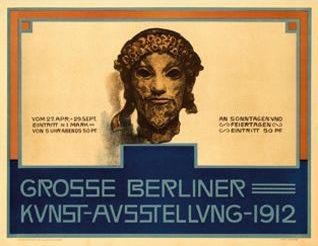
Werbepostkarte Grosse Berliner Kunstausstellung 1912, von Hans Looschen

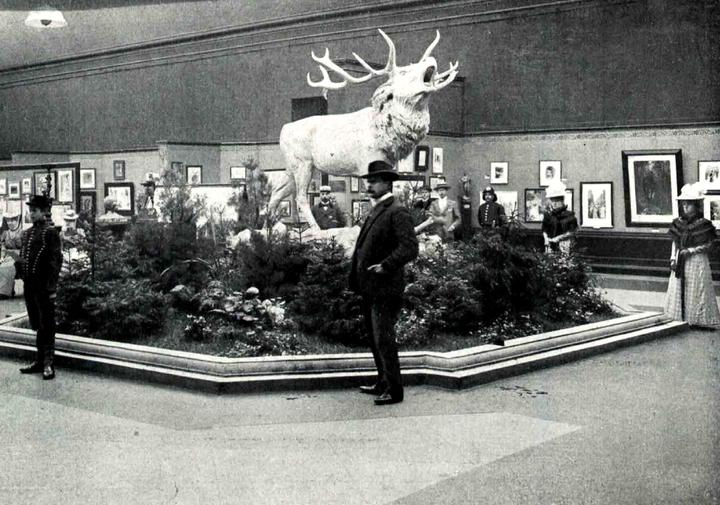
Gipsmodell Schreiender Hirsch von Richard Rusche (1 ⅓ Lebensgröße) auf der Großen Berliner Kunstausstellung 1899

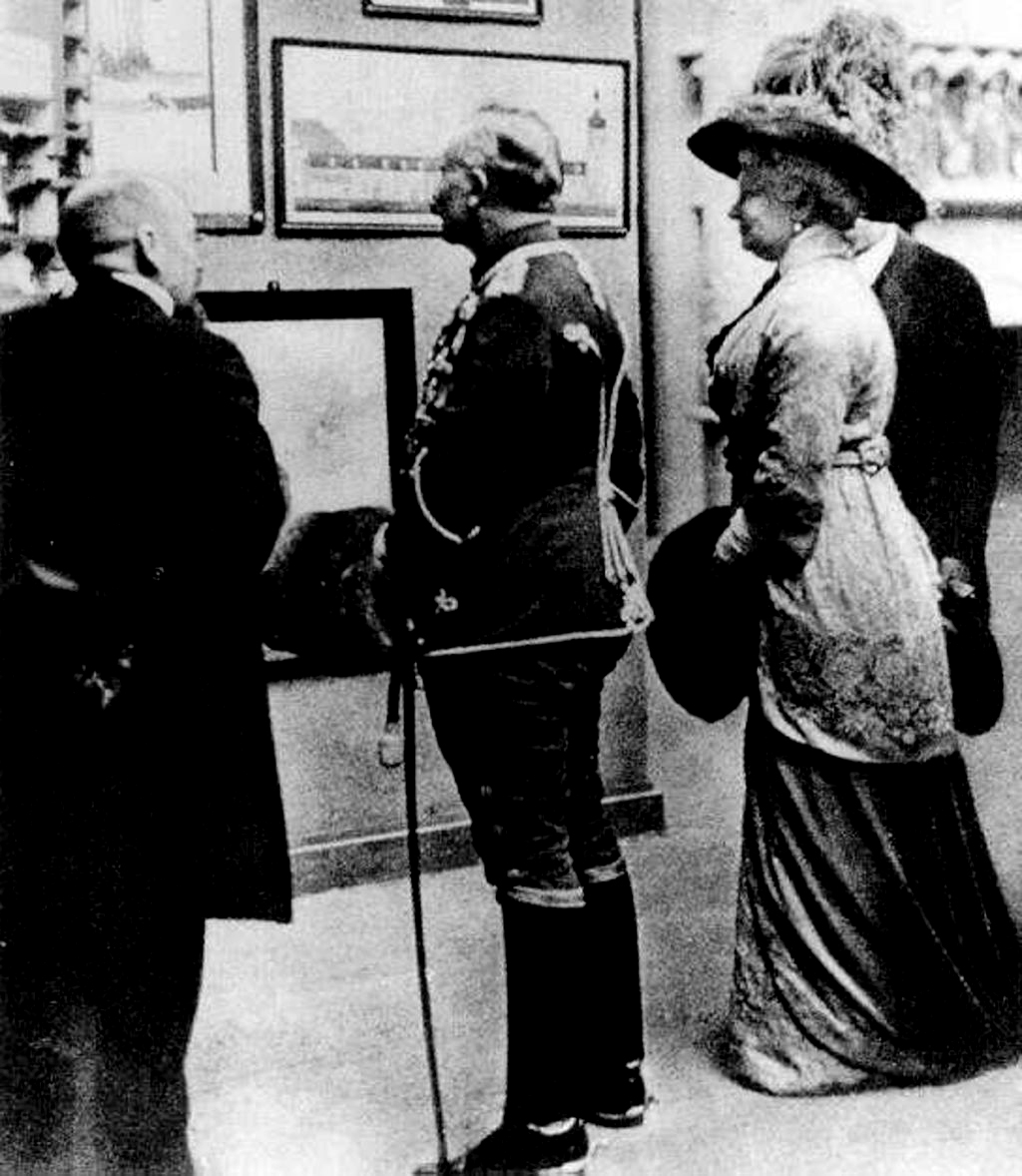
Kaiser Wilhelm II. und Kaiserin Auguste Viktoria auf der Großen Berliner Kunstausstellung zum Regierungsjubiläum Seiner Majestät des Kaisers, 1913

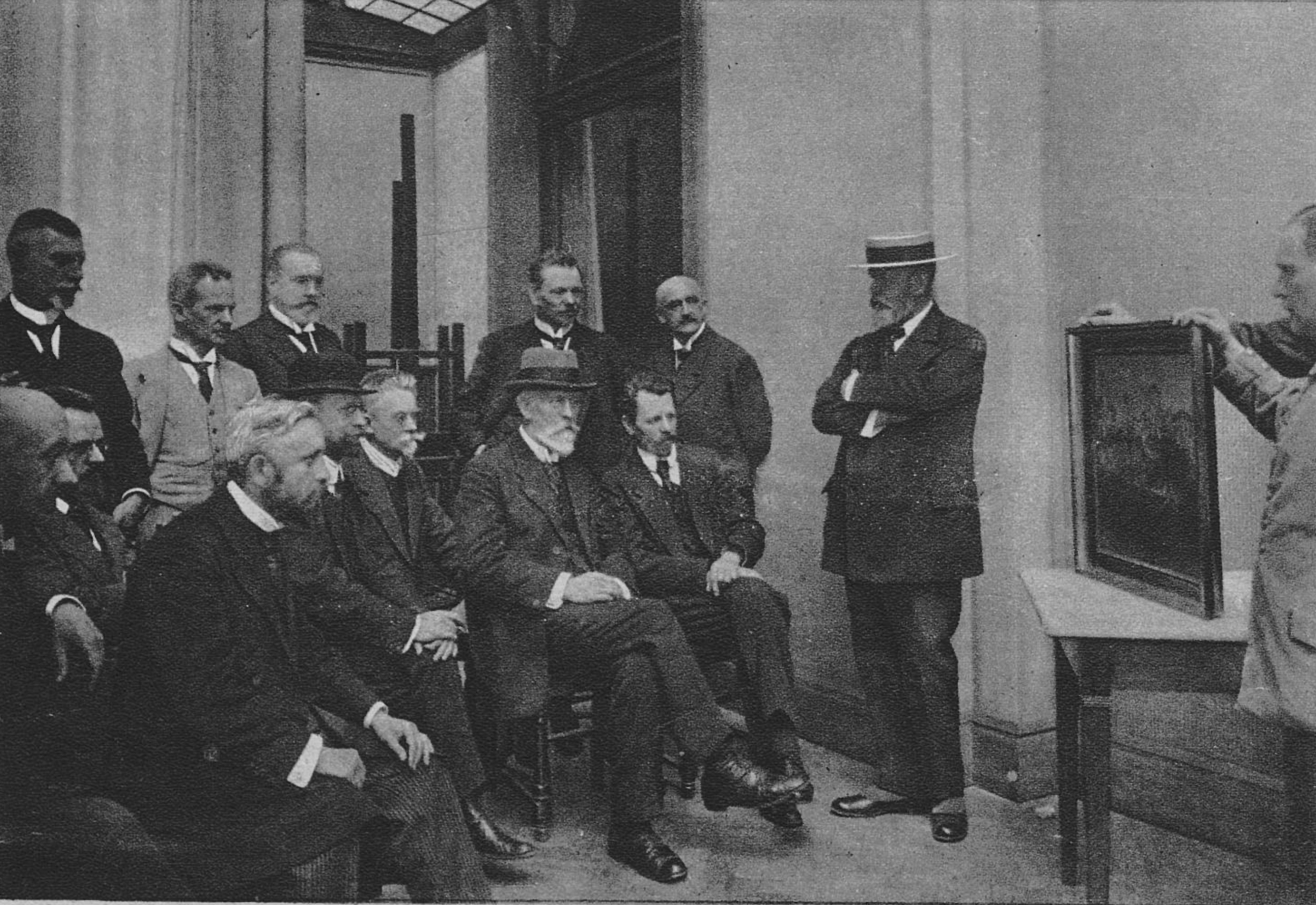
Jury in Düsseldorf 1917

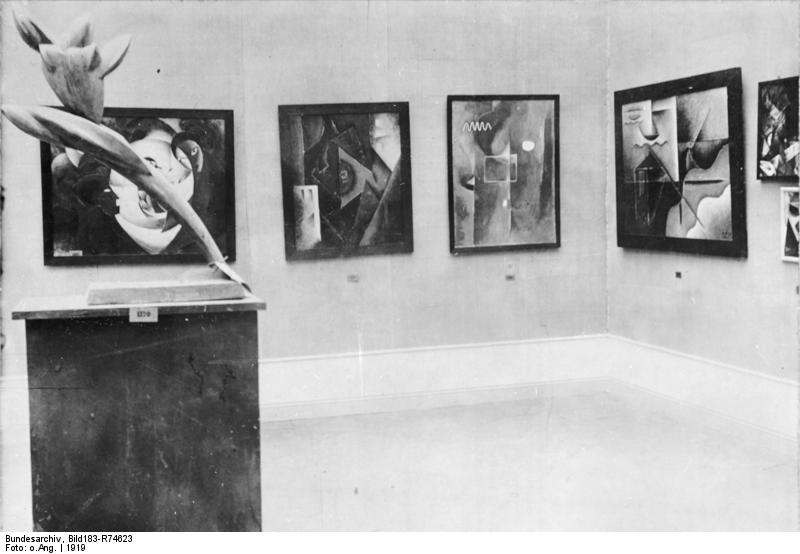
Blick in den Saal der Novembergruppe, Große Berliner Kunstausstellung 1919, Bundesarchiv

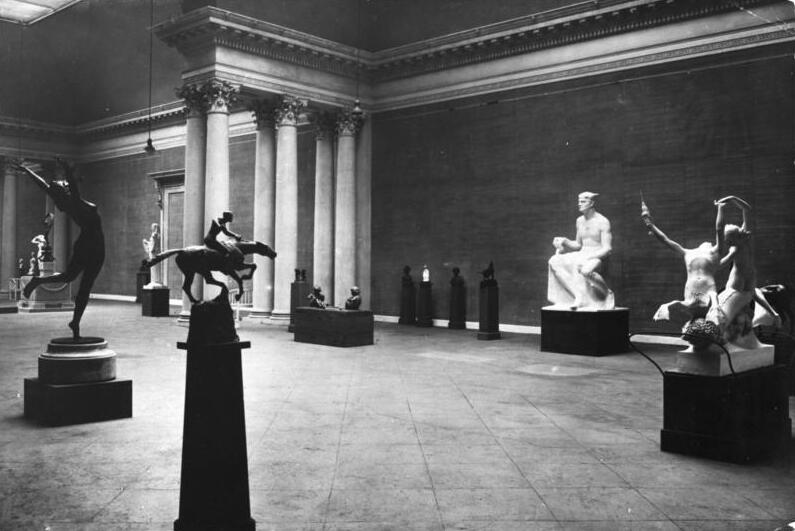
Blick in den Skulpturensaal, Große Berliner Kunstausstellung 1920, Bundesarchiv

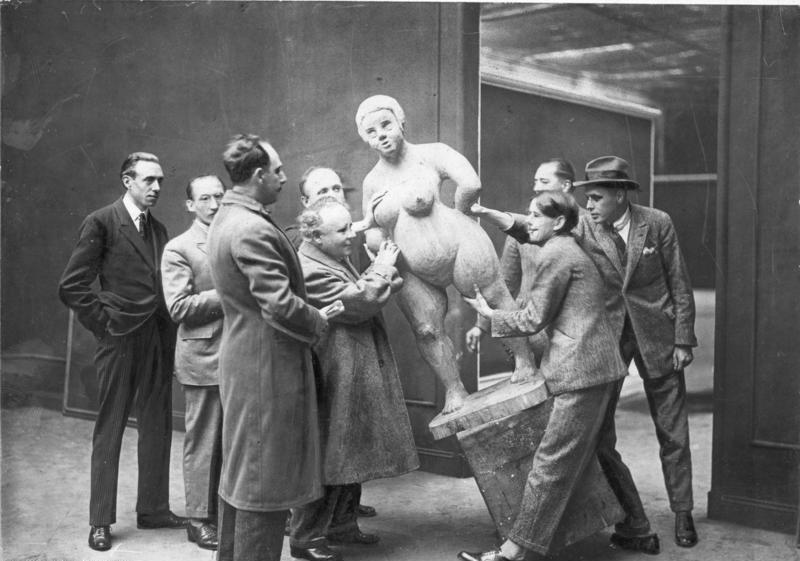
Aufstellung der Skulptur (Lindenholz) Weiblicher Akt von Christoph Voll in einem Raum der Novembergruppe, Große Berliner Kunstausstellung 1924, Bundesarchiv

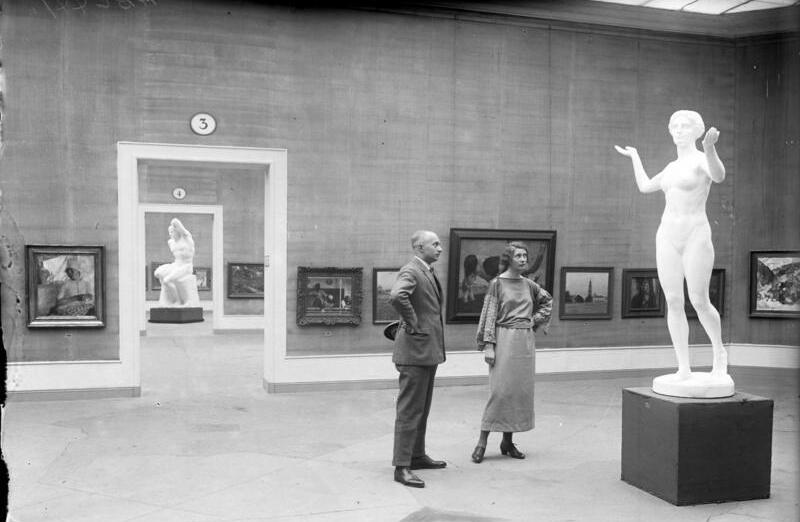
Tag der Eröffnung der Großen Berliner Kunstausstellung am 31. Mai 1924, Bundesarchiv

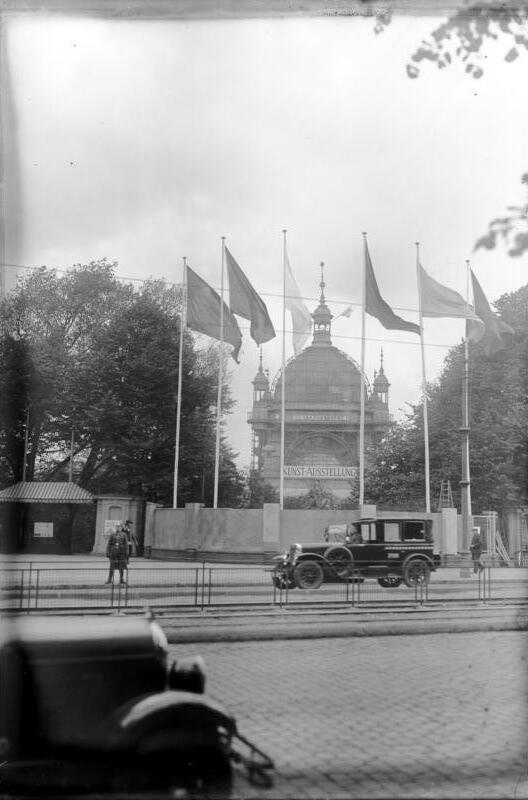
Blick auf das Ausstellungsgebäude der Großen Berliner Kunstausstellung 1928 am Lehrter Bahnhof, Bundesarchiv

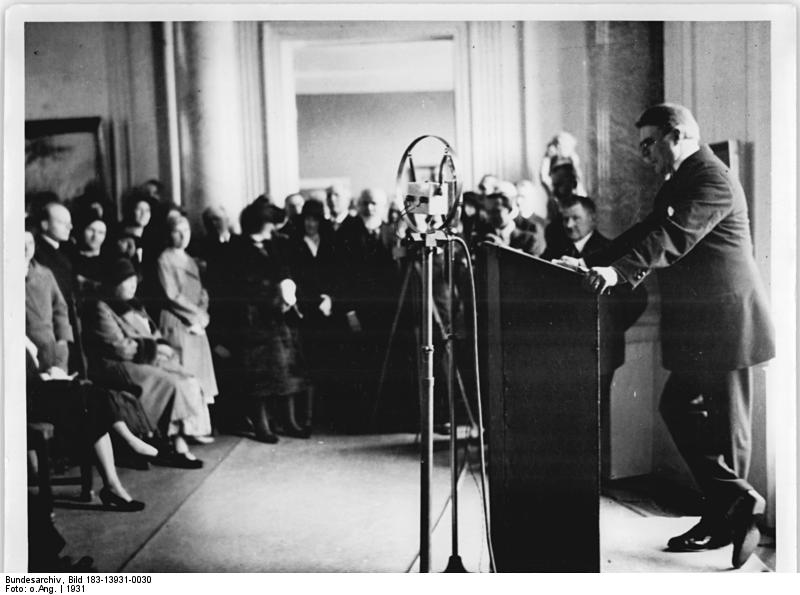
Eröffnungsansprache von Hans Baluschek bei der Großen Berliner Kunstausstellung 1931 im Schloss Bellevue, Bundesarchiv

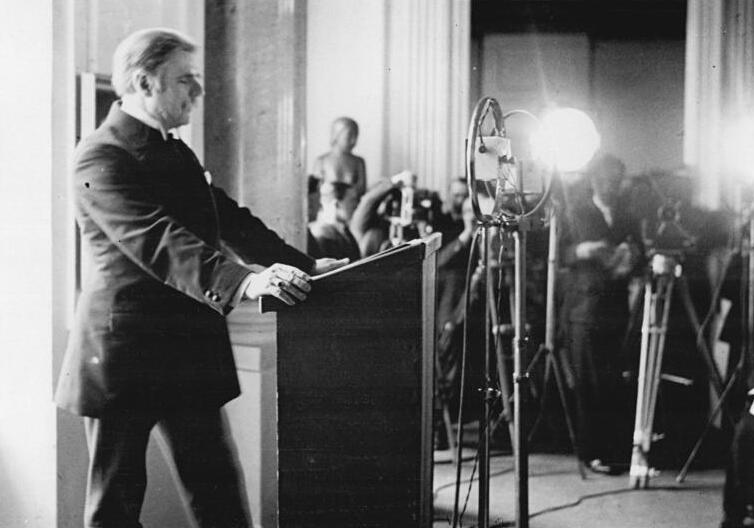
Eröffnungsansprache von Hans Baluschek mit Presseleuten im Hintergrund bei der Großen Berliner Kunstausstellung 1931 im Schloss Bellevue, Bundesarchiv

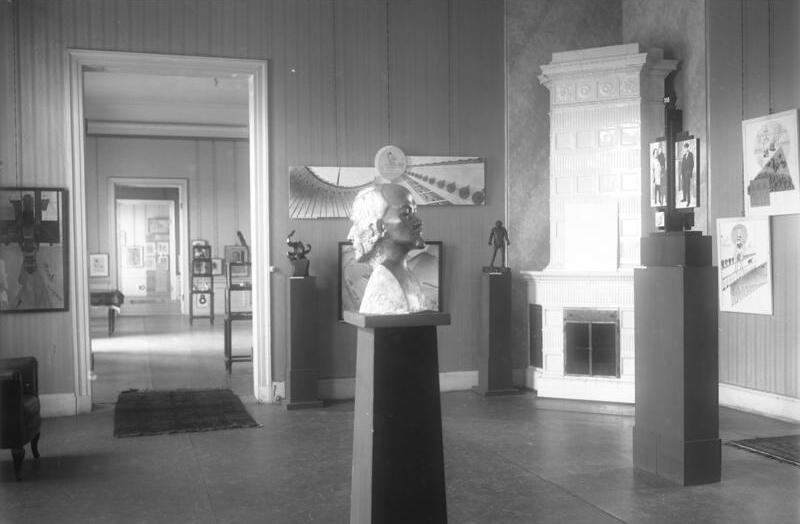
Im Vordergrund der Raum der Abstrakten, Große Berliner Kunstausstellung 1931 im Schloss Bellevue, Bundesarchiv

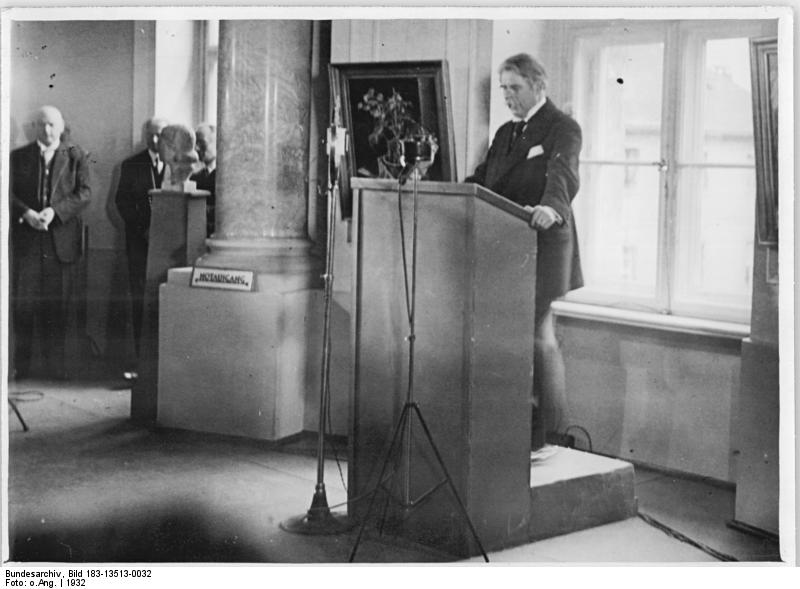
Eröffnungsansprache von Hans Baluschek bei der Großen Berliner Kunstausstellung 1932 im Schloss Bellevue, Bundesarchiv

Die Große Berliner Kunstausstellung, auch Grosse Berliner Kunstausstellung, abgekürzt GroBeKa oder GBK, war eine jährlich veranstaltete Kunstausstellung, die von 1893 bis 1969 mit zwischenzeitlichen Pausen existierte. 1917 und 1918, während des Ersten Weltkriegs, fand sie nicht in Berlin, sondern in Düsseldorf statt. 1919 und 1920 firmierte sie unter dem Namen Kunstausstellung Berlin. Von 1970 bis 1995 wurde an ihrer Stelle jährlich die Freie Berliner Kunstausstellung veranstaltet.

## Die Ausstellung

### Wilhelminische Epoche
Bis in die 1890er Jahre, mit Ausnahme der Internationalen Kunstausstellung von 1891, veranstaltete und leitete mehr als hundert Jahre lang die Sektion für Bildende Künste der Königlichen Akademie der Künste die Akademischen Kunstausstellungen. Die erste Große Berliner Kunstausstellung fand 1893 aufgrund der von Kaiser Wilhelm II. genehmigten Satzungen einer Neuordnung ihrer inneren Verhältnisse statt. Von nun an sollte die Gesamtheit der Berliner Künstlerschaft die Kunstausstellung übernehmen, vertreten durch die Genossenschaft der Mitglieder der Königlichen Akademie der Künste und den Verein Berliner Künstler. Bei der Leitung der Ausstellung wurde auch der Künstlerschaft Düsseldorfs eine Mitwirkung eingeräumt. Am 14. Mai 1893 eröffnete der preußische Kultusminister Robert Bosse die erste Große Berliner Kunstausstellung. Diese und folgende Ausstellungen fanden im Glaspalast, im Ausstellungsgebäude des Landesausstellungsparkes am Lehrter Bahnhof, statt.
1896 veranstaltete man zur Feier des zweihundertjährigen Bestehens der Königlichen Akademie der Künste anstelle der Großen Berliner Kunstausstellung die Internationale Kunstausstellung im Ausstellungsgebäude, im Nebengebäude und im Landesausstellungspark, und die Berliner Gewerbeausstellung im Treptower Park.
Strittig ist, ob 1898 die Jury der Großen Berliner Kunstausstellung das Landschaftsgemälde Grunewaldsee des Malers Walter Leistikow zurückgewiesen hatte und dies u. a. der Anlass für die Gründung der Berliner Secession gewesen war. Um das seit langem beklagte Durchschnittsmaß dieser Ausstellung zu heben, hatte die Jury rund 1500 Arbeiten, also ein Drittel der eingereichten Werke, abgelehnt. Walter Leistikows Bilder waren davon jedoch nicht betroffen. Alle eingereichten Bilder von ihm wurden angenommen.
60 Künstler gründeten Anfang Mai 1898, als Konsequenz aktueller und früherer Zerwürfnisse mit dem Verein Berliner Künstler, die Berliner Secession. Die Mitglieder nahmen größtenteils ab 1899 eine Zeit lang nicht mehr an der Großen Berliner Kunstausstellung teil und zeigten ihre Werke in einem Gebäude in der Kantstraße in secessionseigenen Ausstellungen.
Käthe Kollwitz wurde von der Jury der Großen Berliner Kunstausstellung für ihren Zyklus Ein Weberaufstand für eine Goldmedaille vorgeschlagen, doch Kaiser Wilhelm II. erschienen die Arbeiten vermutlich zu sozialkritisch, und er verhinderte 1898 die Medaillenvergabe.
1900 fielen 16 der 24 ausgestellten Werke des Bildhauers und Malers Gustav Eberlein der Zensur zum Opfer und wurden auf „höchste Weisung“ aus der Ausstellung entfernt, darunter die Werke Adam und Eva am Ende des Lebens, Der Geist Bismarcks und Arbeiter (auch Sackträger).
1905 waren der Berliner Werkring, die Vereinigung für Haus- und Wohnungskunst in der Ausstellung vertreten und 1908 die Dresdner Künstlergruppe Die Elbier. 1912 hielt die Eröffnungsrede Max Schlichting, er nutzte die Situation, um auf die Kunstfreiheit aufmerksam zu machen: „Im Gegensatz zu Privataussstellungen hat eine vom Staat unterstützte Ausstellung die Verpflichtung, alle künstlerische Bestrebungen gleichmäßig zu fördern, und jedem steht ihre Hilfe offen, der sie für seine Person anrufen will.“
Anlässlich des Regierungsjubiläums des Kaisers fand 1913 die Ausstellung unter dem Titel Große Berliner Kunstausstellung zum Regierungsjubiläum Seiner Majestät des Kaisers statt. Der Wunsch, auch die Berliner Secession bei dieser Großen Berliner Kunstausstellung einzugliedern, mit eigener Jury und eigenen Sälen, erfüllte sich nicht. Die Berliner Secession lehnte die Einladung ab.
Da wegen des Ersten Weltkriegs das Ausstellungsgebäude des Landesausstellungsparks für militärische Zwecke genutzt wurde, fand 1915 die Große Berliner Kunstausstellung im Ausstellungsgebäude am Palais Arnim der Königlichen Akademie der Künste am Pariser Platz mit einer kleineren Ausstellungsfläche statt. Um zumindest ca. 600 Werke zeigen zu können, wurde die Ausstellung in zwei Etappen geteilt. 300 Werke waren während der ersten Hälfte der Ausstellungszeit zu sehen und 300 weitere während der zweiten Hälfte.
Die Ausstellung im Jahre 1916, wiederum im Glaspalast, stand fast vollständig im Zeichen des Krieges. Es gab drei Kategorien: Die Kriegsbilder-Ausstellung, die Porträt-Galerie: „Große Männer aus großer Zeit“ und die Allgemeine Kunstausstellung, wobei in der letzteren, die in fünf Gruppen aufgeteilt war, die Gruppe Verband deutscher Illustratoren zudem „Politische Karikatur und Kriegshumor“ als Leitthema hatte. Am 15. September kritisierte Herwarth Walden in seinem Artikel Der vergessene Kern in der von ihm herausgegebenen Zeitschrift Der Sturm diese Ausstellung.
1917 sowie 1918 wurde die Große Berliner Kunstausstellung in den Kunstpalast Düsseldorf verlegt. Miteingegliedert waren Künstler der Berliner Secession und Künstler der Freien Secession. 1917 wurden zusätzlich Neuerwerbungen der städtischen Kunstsammlungen zu Düsseldorf ausgestellt und 1918 zum 80. Geburtstag des Malers und Professors an der Kunstakademie Düsseldorf Eduard von Gebhardt dessen Werke aus Sammlungen und Privatbesitz. Konrad Haenisch und Max Schlichting arbeiteten 1918 an einer Reform der Ausstellung.

### Weimarer Republik
1919, zu Beginn der Weimarer Republik fand die Ausstellung unter dem Namen Kunstausstellung Berlin im neu renovierten Glaspalast im Landesausstellungpark statt, wie auch 1920, doch 1921 trug sie wieder ihren alten Namen Große Berliner Kunstausstellung. Die Ausstellung wurde nun von der Regierung der neuen Republik getragen und war neu geordnet worden. Vertreten waren der Verein Berliner Künstler, Berliner Secession, Freie Secession und die Novembergruppe, allerdings getrennt voneinander, jeweils mit eigener Jury und eigenen Räumen.
Am 14. Mai 1921 eröffnete Reichspräsident Friedrich Ebert die Große Berliner Kunstausstellung. Die Berliner Secession war bei dieser Ausstellung nicht vertreten. Im September 1922 wurden in der Abteilung der Novembergruppe die Lithografie Sentimentaler Matrose und das Aquarell Patriotisches Wandertheater des Künstlers Georg Scholz als „unzüchtig“ deklariert und beschlagnahmt. Im Folgejahr sprachen Ebert und Hans Baluschek auf der Eröffnungsveranstaltung.
1927 wurde die Ausstellung zum ersten Mal von dem Kartell der vereinigten Verbände Bildender Künstler Berlins geleitet. Das Kartell war gegründet worden, um den Interessen aller Künstler und Künstlerinnen gerecht zu werden. Die Ausstellungskommission setzte sich aus jeweils einem Vertreter verschiedener Gruppierungen und Vereine zusammen, und zwar aus der Allgemeinen deutschen Kunstgenossenschaft, Ortsverein Berlin e. V., der Architektenvereinigung Der Ring, der Berliner Secession e. V., der internationalen Vereinigung der Expressionisten, Futuristen, Kubisten und Konstruktivisten Die Abstrakten, der Freien Vereinigung der Graphiker zu Berlin e. V., der Künstlervereinigung Berliner Bildhauer e. V., der Novembergruppe e. V., dem Verein Berliner Künstler, dem Verein der Berliner Künstlerinnen und dem Frauen-Kunstverband e. V. Für die Künstler, die keinem Verband des Kartells angehörten, gab es ebenfalls einen Vertreter. Zur Ausstellung 1927 gehörte eine Sonderausstellung mit Bildern von Malewitsch. Da Malewitsch früh in die Sowjetunion zurückreisen musste, übergab er Hugo Häring in dessen Funktion als Schatzmeister der Ausstellung die Bilder zur Verwahrung. Einerseits hoffte Malewitsch auf weitere Verkäufe, andererseits auf eine Rückkehr nach Berlin. Die Bilder traten eine „Irrfahrt“ an und kehrten nie wieder nach Russland zurück. Von den 73 ausgestellten Bildern gelten heute 18 Werke als verschollen.
Am 12. Juli 1928 besuchte der „Führer“ der NSDAP und ehemalige Kunstmaler Adolf Hitler die Ausstellung, auf der unter anderen expressionistische, futuristische, kubistische, konstruktivistische Werke und Werke der Neuen Sachlichkeit gezeigt wurden, Arbeiten, die seinem Kunstverständnis entgegenstanden, deshalb nicht dem nationalsozialistischen Kunstideal einer Deutschen Kunst entsprachen und später mit der Machtergreifung der Nationalsozialisten 1933 als Entartete Kunst gebrandmarkt wurden.
Wegen der Baufälligkeit des Glaspalastes im Ausstellungspark diente ab 1929 das Schloss Bellevue als Ausstellungsort. Leiter der Ausstellung war von nun an Hans Baluschek.
1930 wurden die meisten der eingereichten Werke des Dadaisten und Malers des Berliner Nachtlebens Christian Schad abgelehnt. Ein Jahr später wurde das Gemälde § 218 von Alice Lex-Nerlinger, der Ehefrau von Oskar Nerlinger, während der Ausstellung von der Polizei beschlagnahmt. Das umstrittene Gemälde Selig sind die geistig Armen von Horst Strempel wurde 1932 aus der Ausstellung entfernt.

### Deutsches Reich 1933 bis 1945
Bereits in der Frühzeit des Nationalsozialismus enthoben die Nationalsozialisten 1933 Hans Baluschek als sogenannten „marxistischen Künstler“ seines Amtes als Ausstellungsleiter und erteilten ihm später Arbeits- und Ausstellungsverbot. Seine Werke verfemten sie als „entartet“. 1933 und 1934 wurden seine Bilder bei der Großen Berliner Kunstausstellung aber noch ausgestellt. Die Eröffnungsrede der Ausstellung hielt der preußische Kultusminister Bernhard Rust. Aus dem Vorstand des Vereines der Berliner Künstlerinnen ausgeschlossen, zog Harriet von Rathlef-Keilmann als Konsequenz auf die zunehmenden antisemitischen Ausschreitungen und die Kunstpolitik der Nationalsozialisten ihre Werke von der Großen Berliner Kunstausstellung im Schloss Bellevue zurück. Die Ausstellung des Jahres 1934 wurde in den Ausstellungsräumen der Preußischen Akademie der Künste präsentiert, Werke von Gustav Wunderwald wurden abgelehnt.
1936 erhielt Georg Netzband Ausstellungsverbot wegen „politischer Unzuverlässigkeit“.
1940/1941 wurde die Ausstellung in der neuen Ausstellungshalle vom Haus der Kunst in der Hardenbergstraße 21–23 gezeigt. Das bisherige Haus der Kunst am Königsplatz 4 war abgerissen worden.
1942 fand die Ausstellung in der Nationalgalerie statt. Für den von der Deutschen Wochenschau produzierten, ca. dreizehn Minuten dauernden propagandistischen Dokumentarfilm Sommersonntag in Berlin von 1942 wurden ca. dreißig Sekunden Filmmaterial in und vor der Großen Berliner Kunstausstellung im 35-mm-Filmformat gedreht. Nach etwa zwei Minuten des Filmes folgen die Aufnahmen der Großen Berliner Kunstausstellung. Die darin in Nahaufnahme gezeigte Skulptur ist die Wasserträgerin von Walter Hauschild.

### Bundesrepublik Deutschland
Am 25. Mai 1956 wurde die erste Große Berliner Kunstausstellung seit dem Kriege in den Ausstellungshallen am Berliner Funkturm eröffnet. Die Ausstellung wurde von dem Berufsverband Bildender Künstler Berlin veranstaltet. Lou Scheper-Berkenkamp war von nun an mitverantwortlich für die Gestaltung der Ausstellungen. Anlässlich des 40. Todesjahres von Waldemar Rösler wurden Arbeiten von ihm gezeigt.
1958 waren bei der Eröffnung der damalige Bürgermeister von West-Berlin Willy Brandt und Bundespräsident Theodor Heuss anwesend. 1961 wurde Paul Ohnsorge für sein Gesamtwerk durch Willy Brandt in Anwesenheit des ehemaligen Bundespräsidenten Theodor Heuss der Große Preis der Berliner Kunstausstellung verliehen.
1969 fand die letzte Große Berliner Kunstausstellung statt.

## Ausstellende Künstler (Auswahl)

### Wilhelminische Epoche
- 1893: Jeweils eine große Goldmedaille erhielten Mark Matwejewitsch Antokolski, Peter Janssen d. Ä. und Hermann Prell und jeweils eine kleine Goldmedaille Ferenc Eisenhut, Josef Flossmann, Johannes Götz, James Guthrie, Eduard Kaempffer und Heinrich von Zügel.[34] Weitere ausstellende Künstler waren unter anderen Ernst Bernardien, Mathilde Block, Olga Boznańska, Ludwig Brunow, Eugène Carrière, Lovis Corinth, Hans Dahl, Rudolf Eichstaedt, Wilhelm Feldmann, Anna Gerresheim, Gustav Graef, Hugo von Habermann, Otto Heichert, Hermann Hendrich, Heinrich Hermanns, Hermann Hirsch, Adolf Hölzel, Adolf Jahn, Max Klein, Max Klinger, Käthe Kollwitz, Max Koner, Hugo Lederer, Walter Leistikow, Franz von Lenbach, Emmy Lischke, Elisabeth Vilma Lwoff-Parlaghy, Ascan Lutteroth, Fritz Mackensen, Carl Malchin, Adolph von Menzel, Otto Modersohn, Paul Müller-Kaempff, Karl Lorenz Rettich, Hugo Rheinhold, Fritz Roeber, Franz Skarbina, Franz von Stuck, Hans Thoma, Fritz von Uhde, Max Unger, Theodor Wedepohl, Julius Wengel, Hugo Zieger und Emil Zschimmer.
- 1894: Jeweils eine große Goldmedaille erhielten Max Koner, Elisabeth Vilma Lwoff-Parlaghy und José Villegas Cordero und jeweils eine kleine Goldmedaille Peter Breuer, Ludwig Dettmann, Rudolf Eichstaedt, Rudolf Maison, Franz Schwechten, Paul Wallot und Bertha Wegmann. Weitere ausstellende Künstler waren unter anderen Olga Boznańska, Ludwig Brunow, Walter Crane, Hans Dahl, Elisabeth von Eicken, Wilhelm Feldmann, Johannes Götz, Georg von Hauberrisser, Hermann Hendrich, Heinrich Hermanns, Arthur Illies, Adolf Jahn, Eduard Kaempffer, Walter Leistikow, Emmy Lischke, Ascan Lutteroth, Carl Malchin, Gabriel von Max, Adolph von Menzel, Otto Modersohn, Karl Josef Müller, Fritz Prölß, Karl Lorenz Rettich, Hugo Richter-Lefensdorf, Franz Skarbina, Franz von Stuck, Fritz Sturm, Max Unger und Theodor Wedepohl.
- 1895: Jeweils eine große Goldmedaille erhielten Jules Clément Chaplain, Ferdinand von Harrach, Wilhelm Leibl und Ferdinand Roybet und jeweils eine kleine Goldmedaille Emilio Bisi, Giovanni Boldini, Wilhelm Feldmann, Arthur von Ferraris, Alexander Harrison, Georg von Hauberrisser, Otto Heichert, Franz Roubaud, John Singer Sargent und Paul Schroeter. Weitere ausstellende Künstler waren unter anderen Alfred Agache, Mathilde Block, William Adolphe Bouguereau, Olga Boznańska, Edward Burne-Jones, Eugène Carrière, Józef Chełmoński, Walter Crane, Wilhelm Dürr, Elisabeth von Eicken, Ernst Eitner, Julian Fałat, Henri Fantin-Latour, Wilhelm Feldmann, Hermann Hendrich, Adolf Hölzel, Theodor Hummel, Arthur Illies, Adolf Jahn, Eduard Kaempffer, Albert von Keller, Hugo Lederer, Frederic Leighton, Walter Leistikow, Franz von Lenbach, Emmy Lischke, Ascan Lutteroth, Robert Macbeth, Frederick William MacMonnies, Carl Malchin, Adolph von Menzel, John Everett Millais, Max Nonnenbruch, Fritz Prölß, Pierre Puvis de Chavannes, Karl Lorenz Rettich, Hugo Richter-Lefensdorf, James Sant, Franz Skarbina, Max Slevogt, Franz von Stuck, Fritz Sturm, Hans Thoma, Max Unger, Carl Vinnen, John William Waterhouse, Theodor Wedepohl und Julius Wengel.
- 1896: Internationale Kunstausstellung. Jeweils eine große Goldmedaille erhielten George Hendrik Breitner, Évariste Carpentier, Adolf Echtler, Edward Onslow Ford, Pietro Fragiacomo, Oskar Frenzel, Gotthardt Kuehl, Jef Lambeaux, Michel Lock, Ludwig Manzel, Carl von Marr, Josef Václav Myslbek, Kasimir Pochwalski, Agustín Querol Subirats, Julius Carl Raschdorff, Georg von Rosen, Otto Sinding, Joaquín Sorolla, Julius LeBlanc Stewart und Anders Zorn und jeweils eine kleine Goldmedaille Werner Åkerman, Laura Theresa Alma-Tadema, Alexander Augustynowicz, Rudolf Bacher, Hans Bachmann, Fritz Baer, Carl Bantzer, Carl Becker, Willy von Beckerath, Carl Blos, Minca Bosch Reitz, Franz Bunke, Vincenzo Caprile, Filippo Cifariello, Carel Lodewijk Dake, Alois Delug, Arturo Faldi, Fritz Fleischer, Georg Frentzen, Walter Gay, Thomas Cooper Gotch, Willy Hamacher, George Hitchcock, Jean de la Hoese, Erich Hösel, Ludwig von Hofmann, Ernst Josephson, George William Joy, Sophie Koner, Alfred von Wierusz-Kowalski, Wilhelm Krauskopf, Carl Larsson, Cornelis van Leemputten, Conrad Lessing, Bruno Liljefors, Ricardo de los Rios, Fritz Mackensen, Adolf Maennchen, Wladimir Jegorowitsch Makowski, Alfred Messel, Ludwig Michalek, Carl Moll, Rudolf Otto von Ottenfeld, Pierre Jan van der Ouderaa, Charles Johann Palmié, Hans von Petersen, Otto Petri, George Poggenbeek, Ilja Jefimowitsch Repin, Caspar Ritter, Augusto Rivalta, Léo-Paul Robert, J. V. Salgado, Jacques Matthias Schenker, Johann Scherpe, Stefan Schwartz, Adalbert Seligmann, Viktor Andrejewitsch Simow, António Teixeira Lopes, Hans Temple, Frits Thaulow, Friedrich von Thiersch, Eduard Veith, Ernest Waterlow und Henry Woods. Weitere ausstellende Künstler waren unter anderen Lawrence Alma-Tadema, Ernst Bernardien, Maria Philippina Bilders-van Bosse, Olga Boznańska, Józef Chełmoński, John Collier, Lovis Corinth, Walter Crane, Elisabeth von Eicken, Ernst Eitner, Eugen von Schweden, Johannes Götz, Julian Fałat, Henri Fantin-Latour, Hugo Lederer, Ferdinand von Harrach, Hermann Hendrich, Heinrich Hermanns, Adolf Jahn, Fernand Khnopff, Walter Leistikow, Madeleine Lemaire, Franz von Lenbach, Emmy Lischke, Maria Lübbes, Ascan Lutteroth, Fritz Mackensen, Edvard Munch, Max Nonnenbruch, Franz Skarbina, Max Unger und Theodor Wedepohl. In der Historischen Abteilung wurden unter anderen Werke von Lawrence Alma-Tadema, Arnold Böcklin, Peter von Cornelius, Friedrich Geselschap, Ferdinand von Harrach, Wilhelm Leibl, Franz von Lenbach, Adolf von Menzel, Franz Skarbina und Karl Friedrich Schinkel gezeigt.
- 1897: Jeweils eine große Goldmedaille erhielten Peter Breuer, Richard Friese und Max Liebermann und jeweils eine kleine Goldmedaille Fritz Heinemann, Albert Hertel, Otto March, Georg Ludwig Meyn, Hugo Mühlig und René Reinicke.[35] Weitere ausstellende Künstler waren unter anderen Karl Bartoschek, Ernst Bernardien, Mathilde Block, Olga Boznańska, Olga Cordes, Hans Dahl, Gustav Eberlein, Elisabeth von Eicken, Henri Fantin-Latour, Anna Gerresheim, Hermann Hendrich, Heinrich Hermanns, Carl Langhein, Hugo Lederer, Walter Leistikow, Franz von Lenbach, Ascan Lutteroth, Carl Malchin, Otto Modersohn, Fritz Overbeck, Karl Lorenz Rettich, Hugo Richter-Lefensdorf, Martha Rose-Grabow, Franz Skarbina, Fritz Sturm und Theodor Wedepohl.
- 1898: Jeweils eine große Goldmedaille erhielt Bruno Schmitz und Pierre Charles van der Stappen und jeweils eine kleine Goldmedaille Hans Everding, Luděk Marold, Bernhard Winter, Martin Wolff und Karl Ziegler. Weitere ausstellende Künstler waren unter anderen Hans am Ende, Ernst Barlach, Olga Boznańska, Lovis Corinth, Walter Crane, Hans Dahl, Karl Gussow, Ferdinand von Harrach, Hermann Hendrich, Heinrich Hermanns, Ferdinand Hodler, Theodor Hummel, Adolf Jahn, Käthe Kollwitz, Carl Larsson, Hugo Lederer, Walter Leistikow, Franz von Lenbach, Max Liebermann, Emmy Lischke, Ascan Lutteroth, Fritz Mackensen, Carl Malchin, Max Nonnenbruch, Fritz Overbeck, Hermann Prell, Julius Preller, Karl Lorenz Rettich, Franz Skarbina, Max Slevogt, Franz von Stuck, Fritz Sturm, Max Unger und Heinrich Vogeler.
- 1899: Jeweils eine große Goldmedaille erhielten Hans Meyer (Kollektivausstellung) und Joseph Scheurenberg (Kollektivausstellung) und jeweils eine kleine Goldmedaille Gonzalo Bilbao Martínez, Isidor Kaufmann, Wojciech Kossak, Friedrich von Schennis (Kollektivausstellung), Julius Schmid, Louis Tuaillon, Hermann Vogel und Vollmer & Jassoy (Architekturgemeinschaft). Weitere ausstellende Künstler waren unter anderen Lawrence Alma-Tadema, Mathilde Block, Hans Bohrdt (Kollektivausstellung), Olga Boznańska, Carl Breitbach (Kollektiv-Ausstellung), Hans Dahl, Louis Douzette, Carl Flamm, Carl Gehrts (Kollektivausstellung), Karl Gussow, Stanisław Grocholski, Ernst Hausmann (Kollektivausstellung), Heinrich Hermanns, Adolf Jahn, Wilhelm Leibl, Franz von Lenbach, Emmy Lischke, Maria Lübbes, Ascan Lutteroth, Adolf von Menzel, Francesco Paolo Michetti (Kollektiv-Ausstellung), Max Nonnenbruch, Max Rabes (Kollektivausstellung), Karl Lorenz Rettich, Hugo Richter-Lefensdorf, Richard Rusche, Teutwart Schmitson (Kollektivausstellung), Franz Skarbina, Fritz Sturm, Hans Thoma und Theodor Wedepohl.
- 1900: Jeweils eine große Goldmedaille erhielten Hans Hermann, Cornelis van Leemputten und Hugo Vogel (Sonderausstellung) und jeweils eine kleine Goldmedaille Luigi Bazzani, Ludwig Cauer, Andreas Dirks, Berthold Genzmer, Carl Jacoby, Paul Joanovits (auch Johanowitch), Ludwig Kühn und Emil Oestermann. Weitere ausstellende Künstler waren unter anderen Ernst Barlach, Ernst Bernardien, Olga Boznańska, Eugen Bracht (Sonderausstellung), Fanny Brate, Moritz Coschell, Walter Crane, Hans Dahl, Jean Delville, Gustav Eberlein, Jean-Léon Gérôme, Ferdinand von Harrach, Heinrich Hermanns, Franz von Lenbach, Maria Lübbes, Ascan Lutteroth, Anders Montan, Max Nonnenbruch, Karl Rudolf Sohn, Fritz Sturm, Heinrich Vogeler, Paul Vorgang (Sonderausstellung) und Emile Wauters (Sonderausstellung).
- 1901: Jeweils eine große Goldmedaille erhielten Robert Diez, Wilhelm Haverkamp und Fritz Schaper und jeweils eine kleine Goldmedaille Albert Aublet, Hans Bohrdt, Adolf Hirémy-Hirschl, Ludwig Hoffmann, Ferdinand Schmutzer und Ernst Wenck. Weitere ausstellende Künstler waren unter anderen August Achtenhagen, Ernst Barlach, Mathilde Block, Olga Boznańska, Moritz Coschell, Hans Dahl, Elisabeth von Eicken, Max Frey, Heinrich Hermanns, Adolf Jahn, Erich Kips, Franz von Lenbach (Sonderausstellung), Emmy Lischke, Ascan Lutteroth, Adolf von Menzel, Alfred Mohrbutter, Julius Preller, József Rippl-Rónai, Karl Lorenz Rettich, Heinrich Schlotermann, Franz von Stuck, Fritz Sturm, Heinrich Vogeler und Hedwig Weiß.
- 1902: Jeweils eine große Goldmedaille erhielten Arthur Kampf und Wilhelm von Rümann und jeweils eine kleine Goldmedaille Karl Theodor Boehme, Pietro Canonica, Otto Heinrich Engel, Hans Grässel, Hermann Hartwig, Alexander Koester und Jules Lagae. Weitere ausstellende Künstler waren unter anderen Mathilde Block, Moritz Coschell, Hans Dahl, Elisabeth von Eicken, Karl Gussow, Ferdinand von Harrach, Heinrich Hermanns, Adolf Jahn, Franz von Lenbach, Emmy Lischke, Rudolf Marcuse, Alfred Mohrbutter, Paul Müller-Kaempff, Max Nonnenbruch, Karl Lorenz Rettich, Heinrich Schlotermann, Heinrich Splieth, Fritz Sturm und Julie Wolfthorn.
- 1903: Jeweils eine große Goldmedaille erhielten Carl Bantzer, Adolf Brütt und John Singer Sargent und jeweils eine kleine Goldmedaille Edwin Austin Abbey, Fritz Burger, von Hoven & Neher (Bauräte), Hugo Lederer, Ferdinand Lepcke und Carl Vinnen. Weitere ausstellende Künstler waren unter anderen Lawrence Alma-Tadema, Hans am Ende, Ernst Bernardien, Alexander Essfeld, Paul Cézanne, William Merritt Chase, Moritz Coschell, Walter Crane, Hans Dahl, Elisabeth von Eicken, James Ensor, Ferdinand von Harrach, Heinrich Hermanns, Johan Barthold Jongkind, Fernand Khnopff, Emmy Lischke, Ascan Lutteroth, Rudolf Marcuse, Claude Monet, Paul Müller-Kaempff, Camille Pissarro, Pierre Puvis de Chavannes, Pierre-Auguste Renoir, Karl Lorenz Rettich, Heinrich Schlotermann, Heinrich Splieth, Alfred Sisley, Franz Skarbina, Paul Vorgang, Julie Wolfthorn, Heinrich Vogeler und Theodor Wedepohl.
- 1904: Jeweils eine kleine Goldmedaille erhielten Karl Bennewitz von Loefen (der Jüngere), Erich Eltze, Heinrich Hermanns, Carl Kappstein, Hugo Poll, Georg Schöbel, Alfred Schwarz, Erich Schmidt-Kestner und Constantin Starck.[36] Weitere ausstellende Künstler waren unter anderen Eugen Bracht, Hans Dahl, Elisabeth von Eicken, Alexander Essfeld, Lyonel Feininger, Karl Gussow, Ferdinand von Harrach, Adolf Jahn, Erich Kips, Georg Heinrich Kührner, Franz von Lenbach, Ascan Lutteroth, Paul Müller-Kaempff, Franz Peleschka, Franz Skarbina, Fritz Sturm, Theodor Wedepohl und Willy Werner.
- 1905: Jeweils eine große Goldmedaille erhielten Franz Skarbina und Ferdinand Schmutzer und jeweils eine kleine Goldmedaille Moritz Röbbecke, Hermann Schaper, Eduard Beyrer (Sohn von Josef Beyrer) und Arthur Lewin-Funcke. Weitere ausstellende Künstler waren unter anderen Ernst Bernardien, Eugen Bracht, Moritz Coschell, Hans Dahl, Elisabeth von Eicken, Ernst Eitner, Karl Gussow, Ferdinand von Harrach, Heinrich Hermanns, Adolf Jahn, Hermann Kauffmann, Fritz Lang, Carl Langhein, Walter Leistikow, Franz von Lenbach, Max Liebermann, Paul Müller-Kaempff, Rudolf Marcuse, Adolf von Menzel, Alice Michaelis, Paul Nauen, Johannes Rudolphi, Heinrich Schlotermann, Fritz Sturm, Paul Vorgang und Willy Werner.
- 1906: Jeweils eine große Goldmedaille erhielten Louis Tuaillon und Franz Schwechten und jeweils eine kleine Goldmedaille Franz Hoffmann-Fallersleben, Josef Hinterseher, Paul Oesten und Wilhelm Wandschneider. Weitere ausstellende Künstler waren unter anderen Laura Theresa Alma-Tadema, Mathilde Block, Moritz Coschell, Hans Dahl, Heinrich Giebel, Karl Gussow, Ferdinand von Harrach, Heinrich Hermanns, Rudolf Hermanns, Samuel Hirszenberg, Adolf Jahn, Maria Lübbes, Ascan Lutteroth, Rudolf Marcuse, Paul Müller-Kaempff, Julius Kornbeck, František Kupka, Johannes Rudolphi, Heinrich Schlotermann, Franz Skarbina, Paul Vorgang und Hugo Wolff-Maage. In der Retrospektiven Ausstellung, die Teil der Ausstellung war, wurden unter anderen Werke von Arnold Böcklin, Peter von Cornelius, Hans Dahl, Anselm Feuerbach, Friedrich Geselschap, Karl Gussow, Ferdinand von Harrach, Wilhelm Leibl, Franz von Lenbach, Max Liebermann, Ascan Lutteroth, Hans Makart, Adolf von Menzel, Johann Wilhelm Schirmer, Franz Skarbina, Fritz Sturm und Carl Spitzweg gezeigt.
- 1907: Eine große Goldmedaille erhielt Fritz Burger und jeweils eine kleine Goldmedaille Fritz Boehle, Karl Hilgers, Julius Paul Junghanns, Josef Pallenberg, Bruno Paul, Martin Schauß, Wilhelm Schmurr, Rudolf Schulte im Hofe, Paul Schulz, Friedrich Stahl und Rudolf Thienhaus.[37] Weitere ausstellende Künstler und Künstler, deren Werke retrospektiv gezeigt wurden, waren unter anderen Laura Theresa Alma-Tadema, Paul Rudolf Backhaus, Mathilde Block, Arnold Böcklin, Gustave Courbet, Hans Dahl, Anthonis van Dyck, Ernst Eitner, Lilla Pauline Emilie Gäde, Karl Gussow, Ferdinand von Harrach, Heinrich Hermanns, Samuel Hirszenberg, Arthur Illies, Käthe Kollwitz, Fritz Lang, Hugo Lederer, Franz von Lenbach, Maria Lübbes, Ascan Lutteroth, Hans Makart, Rudolf Marcuse, Paul Müller-Kaempff, Paul Nauen, Hermann Nolte, George Romney, John Singer Sargent, Franz Skarbina, Heinrich Splieth, Fritz Sturm und Hans Thoma.
- 1908: Jeweils eine große Goldmedaille erhielten Otto Heinrich Engel und Friedrich Kallmorgen und jeweils eine kleine Goldmedaille Hermann Fenner-Behmer, Wilhelm Hambüchen, Hermann Hosaeus, Wilhelm Kimbel, Hans Looschen, Alfred Scherres und Otto Stichling. Weitere ausstellende Künstler und Künstler, deren Werke retrospektiv gezeigt wurden, waren unter anderen Laura Theresa Alma-Tadema, Ernst Bernardien, Mathilde Block, Johann Michael Bossard, Moritz Coschell, Hans Dahl, Ernst Eitner, Johanna Luise Groppe, Ferdinand von Harrach, Heinrich Hermanns, Arthur Illies, Erich Kips, Wilhelm Lehmbruck, Wilhelm Leibl, Ascan Lutteroth, Rudolf Marcuse, Adolf von Menzel, Otto Modersohn, Paul Müller-Kaempff, Fritz Overbeck, Paul Paede, Ludwig Schmid-Reutte, Heinrich Schlotermann, Johannes Rudolphi, Franz Skarbina, Hans Thoma, Carl Vinnen, Heinrich Vogeler, Paul Vorgang, Willy Werner und Heinrich Zille.
- 1909: Jeweils eine große Goldmedaille erhielten Ludwig Dettmann und Ludwig Hoffmann und jeweils eine kleine Goldmedaille Franz Eichhorst, Carl Langhammer und Joseph Wackerle. Weitere ausstellende Künstler und Künstler, deren Werke retrospektiv gezeigt wurden, waren unter anderen Hans am Ende, Arnold Böcklin, Moritz Coschell, Hans Dahl, Ferdinand von Harrach, Heinrich Hermanns, Erich Kips, Wilhelm Lehmbruck, Rudolf Marcuse, Paul Müller-Kaempff, Johannes Rudolphi, Heinrich Schlotermann, John Singer Sargent, Franz Skarbina, Carl Vinnen, Paul Vorgang, James McNeill Whistler, Heinrich Zille und Oskar Zwintscher.
- 1910: Eine Goldmedaille erhielt unter anderen August von Brandis. Weitere ausstellende Künstler und Künstler, deren Werke retrospektiv gezeigt wurden, waren unter anderen Moritz Coschell, Hans Dahl, Fritz Discher, Ferdinand von Harrach, Emmy Lischke, Ascan Lutteroth, Erich Kips, Rudolf Marcuse, Heinrich Schlotermann, Max Stern, Paul Müller-Kaempff, Pierre Puvis de Chavannes, József Rippl-Rónai, Franz Skarbina, Lesser Ury, Carl Vinnen und Paul Vorgang.
- 1911: Eine Goldmedaille erhielten unter anderen August von Brandis und Max Schlichting. Weitere ausstellende Künstler waren unter anderen Ernst Barlach, Eugen Bracht, Moritz Coschell, Hans Dahl, Fritz Discher, Ernst Eitner, Max Frey, Heinrich Hermanns, Erich Kips, Ascan Lutteroth, Rudolf Marcuse, Hermann Nolte, Heinrich Schlotermann, Paul Vorgang und Heinrich Zille.
- 1912: Ausstellende Künstler und Künstler, deren Werke retrospektiv gezeigt wurden, waren unter anderen Moritz Coschell, Hans Dahl, Hans Dammann, Ferdinand Dorsch, Wilhelm Gallhof, Sophus Hansen, Ferdinand von Harrach, Hermann Hendrich, Heinrich Hermanns, Adolf Hölzel, Adolf Jahn, Carl Larsson, Ascan Lutteroth, Alice Michaelis, Erich Kips, Rudolf Marcuse, Max Schlichting, Heinrich Schlotermann, Joaquín Sorolla, Otto Modersohn, Franz Skarbina, Max Stern, Hans Thoma, Carl Vinnen, Claire Volkhart, Paul Vorgang und Heinrich Zille.
- 1913: Eine große Goldmedaille erhielt unter anderen Wilhelm Haverkamp. Weitere ausstellende Künstler und Künstler, deren Werke retrospektiv gezeigt wurden, waren unter anderen Hans am Ende, Carl Arp, Ernst Bernardien, Mathilde Block, Karl de Bouché, Moritz Coschell, Hans Dahl, Ferdinand Dorsch, Albin Egger-Lienz, Friedrich Geselschap, Karl Gussow, Ferdinand von Harrach, Hermann Hendrich, Heinrich Hermanns, Adolf Hölzel, Theodor Hummel, Adolf Jahn, Erich Kips, Max Klinger, Hugo Lederer, Wilhelm Leibl, Emmy Lischke, Fritz Mackensen, Rudolf Marcuse, Adolph von Menzel, Charles Johann Palmié, Kurt Schwitters, Ludwig Schmid-Reutte, Franz Skarbina, Franz von Stuck, Hans Thoma, Max Unger, Lesser Ury, Carl Vinnen und Paul Vorgang.
- 1914: Drei Goldmedaillen erhielt unter anderen Willy ter Hell. Weitere ausstellende Künstler waren unter anderen Rudolf Bacher, Arnulf de Bouché, Martin Brandenburg, Moritz Coschell, Hans Dahl, Edgar Degas, Ferdinand Dorsch, Ernst Eitner, Max Frey, Hermann Hendrich, Heinrich Hermanns, Theodor Hummel, Adolf Jahn, Fernand Khnopff, Wilhelm Kohlhoff, Louis Legrand, Ascan Lutteroth, Erich Kips, Fritz Mackensen, Rudolf Marcuse, Richard Müller, Fryderyk Pautsch, Odilon Redon, József Rippl-Rónai, Paul Schad-Rossa, Max Schlichting, Heinrich Schlotermann, Max Unger, Paul Vorgang, Julie Wolfthorn und Heinrich Zille.
- 1915: Ausstellende Künstler waren unter anderen August von Brandis, Ernst Eitner, Otto Heinrich Engel, Willy ter Hell, Adolf Jahn, Friedrich Kallmorgen, Erich Kips, Christian Landenberger, Aenny Loewenstein, Otto Modersohn, Alfred Mohrbutter, Martin Erich Philipp, Paul Plontke, Leo Putz, Adolf Schlabitz, Theo Schmuz-Baudiß, Raffael Schuster-Woldan, Julie Wolfthorn und Gertrud Zuelzer.
- 1916: Ausstellende Künstler und Künstler, deren Werke retrospektiv gezeigt wurden, waren unter anderen Mathilde Block, Edward Cucuel, Hans Dahl, Ferdinand Dorsch, Ernst Eitner, Nikolaus Friedrich, Gerhard Janensch, Franz von Lenbach, Bror Lindh, Emmy Lischke, Ascan Lutteroth, Erich Kips, Rudolf Marcuse, Otto Modersohn, Richard Müller, Paul Plontke, József Rippl-Rónai, Max Schlichting, Heinrich Schlotermann, Carl Vinnen, Paul Vorgang und Gertrud Zuelzer.
- 1917: Ausstellende Künstler waren unter anderen Theo von Brockhusen, Lovis Corinth, Erich Heckel, Franz Heckendorf, Heinrich Hermanns, Ulrich Hübner, Willy Jaeckel, Fritz Köhler, Wilhelm Kohlhoff, Bruno Krauskopf, Gertrud von Kunowski, Hugo Lederer, Max Liebermann, Heinrich Eduard Linde-Walther, Oskar Moll, Otto Mueller, Max Pechstein, Paul Plontke, Paul Schad-Rossa, Max Schlichting, Max Stern, Carl Vinnen, Paul Vorgang und Erich Waske. Ausgestellte Neuerwerbungen der städtischen Kunstsammlungen zu Düsseldorf waren unter anderen von Arnold Böcklin, Anselm Feuerbach, Louis Gurlitt, Max Klinger, Max Liebermann, Hans von Marées, Mihály von Munkácsy, Hermann Nolte, Eduard Schleich der Ältere, Julius Schnorr von Carolsfeld, Moritz von Schwind, Hans Thoma, Wilhelm Trübner und Fritz von Uhde.
- 1918: Ausstellende Künstler waren unter anderen Hans Baluschek, Gregor von Bochmann, Martin Brandenburg, Julius Bretz, Erich Büttner, Max Clarenbach, Lovis Corinth, Ludwig Dettmann, August Deusser, Ferdinand Dorsch, Franz Eichhorst, Otto Heinrich Engel, Max Esser, Eduard von Gebhardt (Sonderausstellung), Theodor Hagen, Emanuel Hegenbarth, Josef Hegenbarth, Heinrich Hermanns, Hans Herrmann, Ulrich Hübner, Walther Illner, Willy Jaeckel, Georg Jahn, Julius Paul Junghanns, Friedrich Kallmorgen, Ernst Ludwig Kirchner, César Klein, Fritz Klimsch, Gertrud von Kunowski, Max Liebermann, Hubert Netzer, Walter Ophey, Heinrich Otto, Max Pechstein, Ernst te Peerdt, Max Rabes, Karl Schmidt-Rottluff, Alfred Sohn-Rethel, Karli Sohn-Rethel, Otto Sohn-Rethel, Willy Spatz, Eugene Spiro, Lesser Ury, Adolf Uzarski und Max Volkhart.

### Weimarer Republik
- 1919: Ausstellende Künstler waren unter anderen Friedrich Ahlers-Hestermann, Ernst Barlach, Rudolf Belling, Eugen Bracht, Hans Brass, Marc Chagall, Lovis Corinth, Friedrich Peter Drömmer, Otto Freundlich, Fritz Friedrichs, August Gaul, Oskar Gawell, Erich Heckel, Bernhard Hoetger, Karl Hofer, Willy Jaeckel, Leopold von Kalckreuth, Ernst Ludwig Kirchner, Paul Klee, César Klein, Oskar Kokoschka, Georg Kolbe, Alice Michaelis, Otto Lange, Max Liebermann, Hans Looschen, Gerhard Marcks, Georg Alexander Mathéy, Moritz Melzer, Otto Möller, Otto Mueller, Emil Orlik, Max Pechstein, Adolf Schlabitz, Karl Schmidt-Rottluff, Rudolf Schulte im Hofe, Eugene Spiro, Georg Tappert, Wilhelm Trübner, Lesser Ury, Erich Waske, Emil Rudolf Weiß, Julie Wolfthorn und Augusta von Zitzewitz.
- 1920: Ausstellende Künstler waren unter anderen Otto Antoine, Albert Aereboe, Rudolf Belling, Eugen Bracht, Georges Braque, Hans Brass, Hans Hubert Dietzsch, Otto Dix, Max Esser, Fidus, Alfred Gellhorn, Albert Gleizes, Paul Goesch, Hannah Höch, Bernhard Hoetger, Alexej von Jawlensky, Wassily Kandinsky, Erich Kips, César Klein, Karl Kriete, Fernand Léger, Sabine Lepsius, Hans Looschen, Heinz May, Moritz Melzer, Paul Peterich, Christian Rohlfs, Hans Scharoun, Rudolf Schulte im Hofe, Franz Stassen, Fritz Stuckenberg, Georg Tappert, Hans Wacker und Julie Wolfthorn.
- 1921: Ausstellende Künstler waren unter anderen Friedrich Ahlers-Hestermann, Ernst Barlach, Georg Curt Bauch, Georges Braque, Hans Brass, Peter August Böckstiegel, Hermann Busse, Heinrich Campendonk, Marc Chagall, André Derain, Fritz Discher, Otto Dix, Juan Gris, Johannes Hartmann, Ivo Hauptmann, Raoul Hausmann, Werner Heuser, Hanna Höch, Karl Hofer, Wassily Kandinsky, Paul Klee, Max Klinger (Gedächtnisausstellung), Oskar Kokoschka, Erich Kips, Marie Laurencin, Fernand Léger, Max Liebermann, Felix Meseck, Alice Michaelis, Otto Möller, Emil Orlik, Pablo Picasso, Max Pechstein, Paul Plontke, Hans Purrmann, Christian Rohlfs, Maurice de Vlaminck, Max Peiffer Watenphul, Emil Rudolf Weiß und Julie Wolfthorn.
- 1922: Ausstellende Künstler waren unter anderen Georg Curt Bauch, Hans Brass, Hermann Busse, Emma Cotta, Max Ernst, Ernst Gottschalk, Werner Graeff, Hugo Häring, Erich Kips, Fritz Köhler, El Lissitzky, Alice Michaelis, Ludwig Mies van der Rohe, Otto Möller, Iwan Albertowitsch Puni, Christian Rohlfs, Heinrich Schlotermann, Georg Scholz, Franz von Stuck, Hans Unger und Paul Vorgang.
- 1923: Ausstellende Künstler waren unter anderen Otto Altenkirch, Otto Antoine, Hans Baluschek, Willi Baumeister, Hans Brass, Franciska Clausen, Moritz Coschell, Walter Dexel, Theo van Doesburg, Max Dungert, Werner Graeff, Gustav Hilbert, Otto Hitzberger, Vilmos Huszár, Alexej von Jawlensky, El Lissitzky, Hans Looschen, Hans Luckhardt und Wassili Luckhardt, Rudolf Marcuse, Ewald Mataré, M. H. Maxy, Alice Michaelis, László Moholy-Nagy, Otto Möller, László Péri, Iwan Albertowitsch Puni, Max Schlichting, Arthur Segal, Ludwig Mies van der Rohe und Julie Wolfthorn.
- 1924: Ausstellende Künstler waren unter anderen Hans Baluschek, Ernst Barlach, Georg Curt Bauch, Willi Baumeister, Hermann Busse, Lovis Corinth, Heinrich Maria Davringhausen, Lyonel Feininger, Otto Griebel, Walter Gropius, George Grosz, Hugo Häring, Gustav Hilbert, Wassily Kandinsky, Paul Klee, César Klein, Max Köcke-Wichmann, Alfred Kubin, Otto Lange, Melchior Lechter, Max Liebermann, Ewald Mataré, Adolf Meyer, Ludwig Mies van der Rohe, László Moholy-Nagy, Albert Müller, Oskar Schlemmer, Fritz Schumacher, Max Slevogt, Joachim Utech, Christoph Voll und Julie Wolfthorn. Retrospektiv gezeigte Arbeiten waren unter anderen von Lovis Corinth, Friedrich Kallmorgen, Walter Leistikow, Max Liebermann, Hans Looschen, Otto Mueller, Giovanni Battista Piranesi, Karl Friedrich Schinkel, Max Slevogt und Hans Thoma.
- 1925: Ausstellende Künstler waren unter anderen Georg Curt Bauch, Ferdinand Dorsch, Eduard von Gebhardt (Gedächtnisausstellung), Georg Gelbke, Constantin Gerhardinger, Hugo von Habermann, Hermann Hendrich, Gustav Hilbert, Theodor Hummel, Erich Kips, Rudolf Marcuse, Ewald Mataré, Alice Michaelis, August Wilhelm von Preußen, Wilhelm Schnarrenberger, Max Slevogt, Franz von Stuck, Kasia von Szadurska, Paul Vorgang, Erich Waske, Julie Wolfthorn und Gustav Wunderwald.
- 1926: Ausstellende Künstler waren unter anderen Alexander Archipenko, Hans Arp, Hans Baluschek, Willi Baumeister, Marc Chagall, Robert Delaunay, Sonia Delaunay-Terk, Max Ernst, Albert Gleizes, Juan Gris, Hugo Häring, Emil van Hauth, Jacoba van Heemskerck, Gustav Hilbert, Hannah Höch, Adolf Hölzel, Karl Holtz, Johannes Itten, Béla Kádár, Paul Kälberer, Arthur Kampf, Wassily Kandinsky, Edmund Kesting, Erich Kips, Paul Klee, César Klein, Max Köcke-Wichmann, Käthe Kollwitz, Fernand Léger, Louis Lejeune, Max Liebermann, El Lissitzky, Jean Lurçat, Rudolf Marcuse, Ewald Mataré, Otto Möller, László Moholy-Nagy, Piet Mondrian, Gabriele Münter, Ernest Neuschul, Emil Orlik, Adele Paasch, Otto Rodewald, Karl Schmidt-Rottluff, Lothar Schreyer, Kurt Schwitters, Franz Skarbina, Max Slevogt, Franz von Stuck, Lesser Ury, Erich Waske, Vincent Weber, Julie Wolfthorn, Ottilie Wollmann und Gustav Wunderwald.
- 1927: Ausstellende Künstler waren unter anderen Lou Albert-Lasard, Rudolf Ausleger, Willi Baumeister, Walter Bondy, Carl Buchheister, Erich Buchholz, Erich Büttner, Erich Feyerabend, George Grosz, Gustav Hilbert, Willy Jaeckel, Hedwig Jaenichen-Woermann, César Klein, Wilhelm Kohlhoff, Käthe Kollwitz (Kollektivausstellung), Max Liebermann (Kollektivausstellung), Kasimir Sewerinowitsch Malewitsch (Sonderausstellung), Ewald Mataré, Alice Michaelis, Otto Möller, Otto Mueller, Paul Plontke, Heinrich Richter, Lothar Schreyer, Clara Siewert, Maria Slavona, Max Slevogt, Eugene Spiro, Kasia von Szadurska, Lesser Ury, Heinrich Vogeler, Erich Waske, William Wauer, Hedwig Weiß, Julie Wolfthorn, Jacques Arthur Nestlé und Gert Heinrich Wollheim.
- 1928: Ausstellende Künstler waren unter anderen Hans Baluschek, Georg Curt Bauch, Peter Behrens, Eduard Gaertner (Sonderausstellung), Anna Gerresheim, Walter Gropius, Elsa Haensgen-Dingkuhn, Gustav Hilbert, Adolf Hölzel, Arthur Illies, Hedwig Jaenichen-Woermann, Erich Kips, Louis Lejeune, El Lissitzky, Kasimir Sewerinowitsch Malewitsch, Rudolf Marcuse, Ewald Mataré, Ludwig Mies van der Rohe, Otto Möller, Gabriele Münter, Emil Orlik, Doramaria Purschian, Thomas Ring, Otto Rodewald, Kurt Schwitters, Clara Siewert, Erich Waske, Friedrich Wield und Julie Wolfthorn.
- 1929: Ausstellende Künstler waren unter anderen Hans Baluschek, Olga Boznańska, Gustav Hilbert, Hedwig Jaenichen-Woermann, Louis Lejeune, Lesser Ury, Max Liebermann, Rudolf Marcuse, Emil Orlik, Clara Siewert, Erich Waske und Julie Wolfthorn.
- 1930: Ausstellende Künstler waren unter anderen Hans Baluschek, Gustav Hilbert, Alexej von Jawlensky, César Klein, Hugo Köcke, Louis Lejeune, Walter E. Lemcke, Lesser Ury, Otto Möller, Alice Michaelis, Emil Orlik, Joachim Ringelnatz, Johannes Friedrich Rogge, Christian Schad, Clara Siewert, Max Slevogt, Erich Waske und Julie Wolfthorn.
- 1931: Ausstellende Künstler waren unter anderen Hans Baluschek, Elsa Haensgen-Dingkuhn, Gustav Hilbert, Hannah Höch, Alexej von Jawlensky, César Klein, Louis Lejeune, Walter E. Lemcke, Alice Michaelis, Otto Möller, László Moholy-Nagy, Joachim Ringelnatz, Johannes Friedrich Rogge, Christian Schad, Clara Siewert und Julie Wolfthorn.
- 1932: Ausstellende Künstler waren unter anderen August Clüsserath, Leo Grewenig, Alice Michaelis, Doramaria Purschian und Harriet Ellen Siderovna von Rathlef-Keilmann.

### Deutsches Reich 1933 bis 1945
- 1933: Ausstellende Künstler waren unter anderen Otto Antoine, Hans Baluschek, Sibylle Ascheberg von Bamberg, Carl Blechen, Ernst Böhm, August von Brandis, Erich Büttner, Emil Cauer, Emma Cotta, Erich Feyerabend, Werner Gilles, Emil van Hauth, Ernst Heilemann, Otto Herbig, Karl Hofer, Willy Jaeckel, Ernst Kolbe, Franz Lenk, Hans Licht, Ernst Wilhelm Nay, Hermann Joachim Pagels, Max Pechstein, Harriet Ellen Siderovna von Rathlef-Keilmann, Karl Schmidt-Rottluff, Clara Siewert, Franz Skarbina, Milly Steger, Erich Waske, Emil Rudolf Weiß, Wilhelm Wrage, Gustav Wunderwald und Magnus Zeller.
- 1934: Ausstellende Künstler waren unter anderen Adolf Abel, Otto Antoine, Hans Baluschek, Arno Breker, Ernst Böhm, Hans Bohrdt, August von Brandis, Erich Büttner, Ludwig Dettmann, Otto Herbig, Karl Hofer, Willy Jaeckel, Franz Lenk, Erich Kips, Hermann Joachim Pagels, Max Pechstein, Leonhard Sandrock, Christian Schad, Milly Steger, Elisabeth Voigt, Emil Rudolf Weiß, Gustav Wunderwald und Magnus Zeller.
- 1940/1941: Ausstellende Künstler waren unter anderen Adolf Abel, Hanna Cauer, Emma Cotta, Ludwig Dettmann, Gottfried Erben, Paul Gebauer, Ulfert Janssen, Fritz Koelle, Ekke Ozlberger, Paul Mathias Padua, Hermann Joachim Pagels, Richard Felgenhauer, Alfred Roloff, Leonhard Sandrock, Karl Truppe und Milly Steger.
- 1942: Ausstellende Künstler waren unter anderen Adolf Abel, Herbert Böttger, Hans Bohrdt, Arno Breker, Hans Adolf Bühler, Max Clarenbach, Hanna Cauer, Ludwig Dettmann, Otto Heinrich Engel, Felix Funk, Karl Gatermann der Ältere, Walter Hauschild, Wilhelm Hempfing, Arthur Illies, Georg Kolbe, Hanna Nagel, Paul Mathias Padua, Prinzessin Alexandra Viktoria von Schleswig-Holstein-Sonderburg-Glücksburg, Alfred Roloff, Leonore Vespermann und Elisabeth Voigt.

### Bundesrepublik Deutschland
- 1956: Ausstellende Künstler waren unter anderen Karl Hartung, Fritz W. Kliem, Fritz Kuhr, Waldemar Rösler (Retrospektive), Heinrich Schwarz und A. Paul Weber.
- 1957: Einen Preis erhielt Waldemar Otto und einen Förderpreis Karl Hermann Roehricht. Weitere ausstellende Künstler waren unter anderen Andreas Brandt, Karl Hartung, Fritz W. Kliem, Fritz Kuhr, Werner Kunkel, Doramaria Purschian, Heinrich Schwarz und Tom Sommerlatte.
- 1958: Ausstellende Künstler waren unter anderen Fritz W. Kliem, Hans Körnig, Fritz Kuhr, Werner Kunkel, Hans Laabs, Max Lachnit, Otto Möller, Herbert Ortel, Doramaria Purschian, Gertrude Sandmann, Heinrich Schwarz und A. Paul Weber.
- 1959: Einen Preis erhielt Paran G’schrey. Weitere ausstellende Künstler waren unter anderen Jürgen Draeger, Hermann Glöckner, Karl Hartung, Fritz Kuhr, Hans Laabs, Otto Möller, Heinrich Schwarz und Friedrich Schröder Sonnenstern.
- 1960: Einen Großen Preis erhielt Paul Kuhfuss und einen Preis erhielten jeweils Achim Freyer, Matthias Koeppel und Katharina Szelinski-Singer. Weitere ausstellende Künstler waren unter anderen Jürgen Draeger, Werner Kunkel, Kurt Mühlenhaupt, Heinrich Schwarz und A. Paul Weber.
- 1961: Einen Großen Preis erhielt Paul Ohnsorge für sein Gesamtwerk. Weitere ausstellende Künstler waren unter anderen Jürgen Draeger, Eva-Maria Geisler, Heinrich Richter, Emy Roeder, Friedrich Schröder Sonnenstern, Elfriede Stegemeyer, A. Paul Weber und Augusta von Zitzewitz (Gedächtnisschau). Einen Studienpreis erhielt Karl-Heinz Herrfurth.
- 1962: Ausstellende Künstler waren unter anderen Jürgen Draeger, Siegfried Kühl und Peter Sorge.
- 1963: Ausstellende Künstler waren unter anderen Siegfried Kühl und Peter Sorge.
- 1964: Ausstellende Künstler waren unter anderen Peter Benkert, Siegfried Kühl, Hans Laabs, Doramaria Purschian und Peter Sorge.
- 1965: Ausstellende Künstler waren unter anderen Jan Bontjes van Beek, Peter Robert Keil, Siegfried Kühl, Heinrich Richter, Eugen Schönebeck und Peter Sorge.
- 1966: Ausstellende Künstler waren unter anderen Friedrich Ahlers-Hestermann, Eva-Maria Geisler, Peter Robert Keil, Siegfried Kühl, Gisbert Pupp und Peter Sorge.
- 1967: Ausstellende Künstler waren unter anderen Friedrich Ahlers-Hestermann, Karl Hartung, Siegfried Kühl, Peter Sorge und Hermann Waldenburg (Sonderschau).
- 1968: Ausstellende Künstler waren unter anderen Fred Bandekow, Siegfried Kühl und Peter Sorge.
- 1969: Ausstellende Künstler waren unter anderen Siegfried Kühl, Christiane Maether (Sonderschau), Klaus Müller-Klug (Sonderschau), Michael Schwarze (Sonderschau) und Peter Sorge.

## Digitalisierte Ausstellungskataloge
- Ausstellungskatalog 1893 (Digitalisat)
- Ausstellungskatalog 1894 (Digitalisat), (Digitalisat)
- Ausstellungskatalog 1895 (Digitalisat), (Digitalisat)
- Ausstellungskatalog 1896 (Digitalisat) (Internationale Kunstausstellung)
- Ausstellungskatalog 1897 (Digitalisat), (Digitalisat)
- Ausstellungskatalog 1898 (Digitalisat), (Digitalisat), (Digitalisat)
- Ausstellungskatalog 1899 (Digitalisat), (Digitalisat)
- Ausstellungskatalog 1900 (Digitalisat), (Digitalisat)
- Ausstellungskatalog 1901 (Digitalisat), (Digitalisat), (Digitalisat)
- Ausstellungskatalog 1902 (Digitalisat)
- Ausstellungskatalog 1903 (Digitalisat)
- Ausstellungskatalog 1904 (Digitalisat), (Digitalisat)
- Ausstellungskatalog 1905 (Digitalisat)
- Ausstellungskatalog 1906 (Digitalisat), (Digitalisat)
- Ausstellungskatalog 1907 (Digitalisat), (Digitalisat)
- Ausstellungskatalog 1908 (Digitalisat)
- Ausstellungskatalog 1909 (Digitalisat), (Digitalisat)
- Ausstellungskatalog 1910 (Digitalisat)
- Ausstellungskatalog 1911 (Digitalisat)
- Ausstellungskatalog 1912 (Digitalisat)
- Ausstellungskatalog 1913 (Digitalisat)
- Ausstellungskatalog 1914 (Digitalisat)
- Ausstellungskatalog 1915 (Digitalisat)
- Ausstellungskatalog 1916 (Digitalisat)
- Ausstellungskatalog 1917 (Digitalisat) (Große Berliner Kunstausstellung im Kunstpalast zu Düsseldorf)
- Ausstellungskatalog 1918 (Digitalisat) (Große Berliner Kunstausstellung im Kunstpalast zu Düsseldorf)
- Ausstellungskatalog 1919 (Digitalisat)
- Ausstellungskatalog 1920 (Digitalisat)
- Ausstellungskatalog 1921 (Digitalisat) (Raoul Hausmann: Führer durch die Abteilung der Novembergruppe (Digitalisat))
- Ausstellungskatalog 1922 (Digitalisat)
- Ausstellungskatalog 1923 (Digitalisat), (Digitalisat)
- Ausstellungskatalog 1924 (Digitalisat)
- Ausstellungskatalog 1925 (Digitalisat)
- Ausstellungskatalog 1926 (Digitalisat)
- Ausstellungskatalog 1927 (Digitalisat)
- Ausstellungskatalog 1928 (Digitalisat)
- Ausstellungskatalog 1929 (Digitalisat)
- Ausstellungskatalog 1930 (Digitalisat)
- Ausstellungskatalog 1931 (Digitalisat)
- Ausstellungskatalog 1933 (Digitalisat)
- Ausstellungskatalog 1934 (Digitalisat), (Digitalisat)
- Ausstellungskatalog 1940 (Digitalisat)
- Ausstellungskatalog 1942 (Digitalisat)
- Ausstellende 1958 (artist-info.com)